# Centre hospitalier François-Tosquelles
Le centre hospitalier François-Tosquelles (plus souvent désigné sous le simple intitulé de Saint-Alban) est spécialisé dans la psychiatrie. Il se situe dans la commune de Saint-Alban-sur-Limagnole en Lozère. Dans le courant du XXe siècle, c'est un véritable lieu d'effervescence artistique et intellectuelle mais aussi de résistance. De nombreuses personnalités séjournèrent dans cet hôpital : Paul Éluard, Tristan Tzara, Denise Glaser, Gérard Vulliamy ou encore Jacques Matarasso.
Aujourd'hui considéré comme le berceau de la psychothérapie institutionnelle y ont exercé, par exemple, François Tosquelles, Lucien Bonnafé, Jean Oury, Paul Balvet ou encore Frantz Fanon.
Enfin, plusieurs créateurs d'art brut viennent de cet hôpital : Auguste Forestier, Marguerite Sirvins, Benjamin Arneval, Aimable Jayet ou encore Clément Fraisse.

## Situation géographique
Le centre hospitalier François-Tosquelles se situe à Saint-Alban-sur-Limagnole, chef-lieu de canton à 950 mètres d'altitude dans le département de la Lozère, dans le massif de la Margeride.
En ce lieu éloigné de tout, au milieu d'un paysage composé de montagnes et de hauts plateaux, un religieux décide de fonder, au début du XIXe siècle, un asile qui deviendra par la suite un des plus célèbres de France.

## Historique

### Création de l'asile

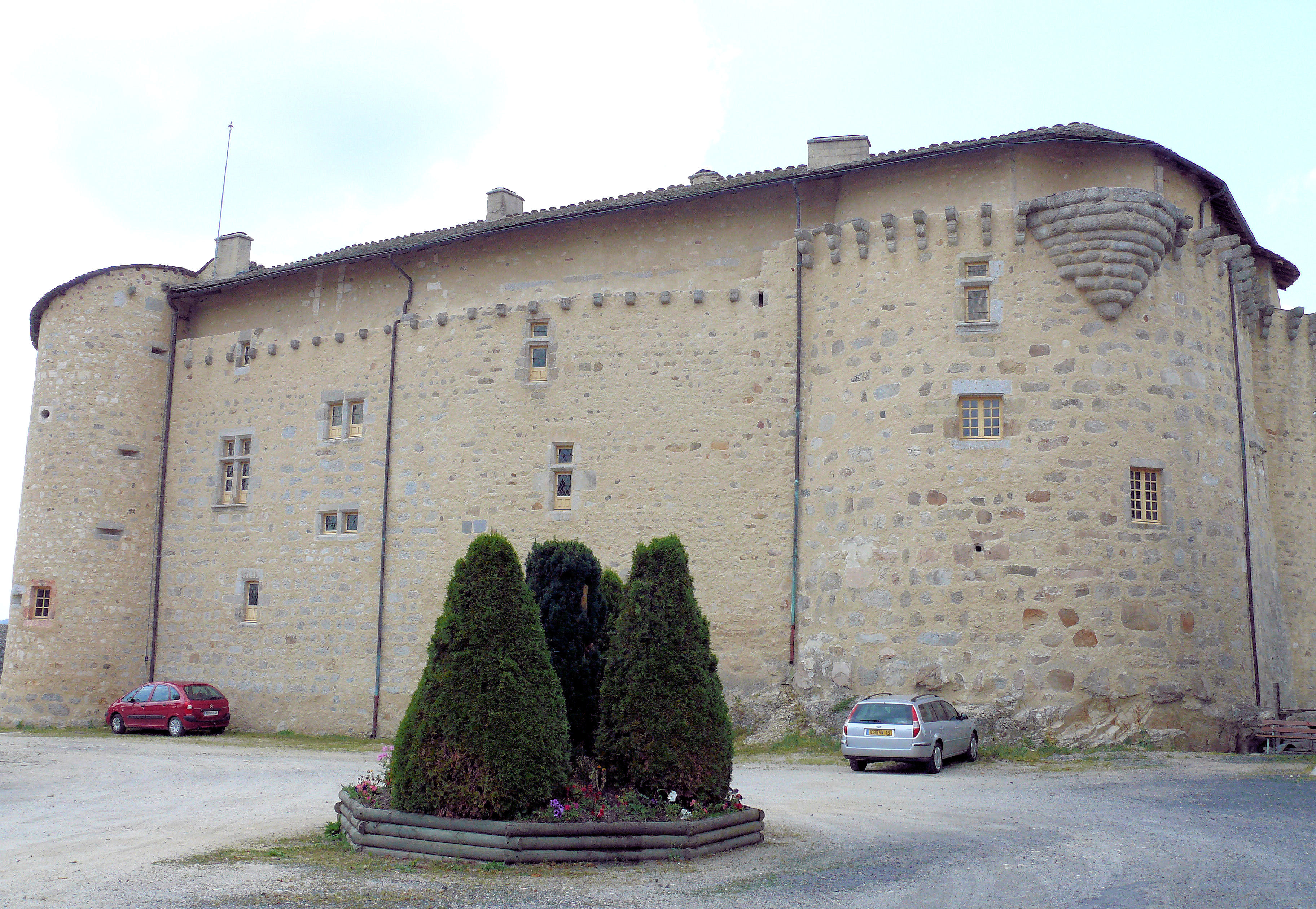
Le château de Saint-Alban

Les origines de l'hôpital psychiatrique de Saint-Alban remontent à 1821. Ce n'est alors qu'un château, ancienne forteresse médiévale. Le frère Hilarion (1780-1864), membre de l'ordre de Saint Jean de Dieu, achète ce château à la famille Morangiés (qui régnait sur Saint-Alban depuis plus de deux cents ans), celui-ci étant dans un état plutôt délabré. Après quelques réparations urgentes et des installations sommaires, il décide d'en faire un asile.
Cependant, frère Hilarion ne tarde pas à rencontrer de graves difficultés financières et, le 27 avril 1824, le préfet de la Lozère Thomas Bluget de Valdenuit acquiert le château pour le département. À partir de là, l'établissement devient asile public départemental.

### Humanisation de l'hôpital
En 1930, l'asile est vétuste. Les patients doivent vivre de façon rudimentaire sans eau, ni électricité ou chauffage. Le personnel est constitué de « gardiens » et de religieuses sans aucune formation médicale. En mai 1933, le docteur Agnès Masson accède à la direction de l'établissement. À partir de cette date, des travaux ne cesseront d'être entrepris toujours dans le même objectif : améliorer la vie des patients. À sa suite, des personnes telles que Paul Balvet, François Tosquelles ou encore Lucien Bonnafé ne cesseront d'œuvrer en ce sens.  
François Tosquelles contribuera à faire de l'hôpital un lieu ouvert aux échanges et à la confrontation. Des discussions sur le communisme, le surréalisme, malgré le régime de Vichy, vont alimenter des réunions quasi permanentes, impliquant les patients, et  pour la gestion de l'asile et pour appuyer les opérations de la résistance. L'ouverture est aussi physique, les patients pourront sortir et gagner quelques nourritures en travaillant pour les paysans du voisinage. Ceci a permis de constater que l'asile a échappé à l'horrible mortalité dans les asiles français. Enfin, pour humaniser l'hôpital, l'ouverture s'est accompagnée de la démolition des murs d'enceinte réalisée collectivement par les patients et par les soignants.

### Le berceau de la psychothérapie institutionnelle
La majorité des médecins qui passent par Saint-Alban jusque dans les années 1970 portent un regard nouveau sur les patients et tentent de leur offrir une qualité de vie meilleure. Ils considèrent les aliénés comme des individus à part entière et non pas uniquement comme simples « fous ». Ils vont ainsi créer dans l'hôpital un lieu de vie ouvert, avec des activités diversifiées, et ainsi rendre à ces personnes une liberté qu'elles avaient perdue. Cette transformation de l'asile vers l'hôpital redonne une place au malade. L'addition de tous ces éléments forme les bases de ce que Tosquelles, Oury (clinique de la Borde), Jeangirard (La Chesnaie à Chailles) et Daumezon (hôpital psychiatrique de Fleury-les-Aubrais), notamment, dès les années 1950, nomment psychothérapie institutionnelle.
« Dès les premières élaborations théoriques du mouvement, les précurseurs de la psychothérapie institutionnelle à Saint-Alban ont compris que le soin de la folie passait par la maîtrise du milieu interhumain dans lequel évoluait l'hôpital. »
Mais, s'il faut en croire Michel Lecarpentier, psychiatre à la clinique de La Borde, malheureusement, il ne reste plus rien de l'esprit de François Tosquelles au Centre hospitalier qui porte son nom. Les impératifs gestionnaires et les neuroleptiques referment les portes et entraînent "une grande souffrance des travailleurs et des malades".

### Le club Paul-Balvet
Le club Paul-Balvet est créé en 1942 à l'initiative de François Tosquelles. Le club organise la vie sociale de l'institution. Les patients s'y retrouvent pour discuter, jouer à des jeux de société ou encore boire quelque chose au bar. Avec les années, on note la création d'une bibliothèque, d'un salon de coiffure, d'une radio interne ou encore d'un journal dans lequel chacun pouvait s'exprimer librement. Pendant les années 1960-70 le club était géré par Marius Bonnet, Leon Nurit et Serge Fergeyrolles. Beaucoup de clubs thérapeutiques se sont créés à la suite de l'expérience de Saint-Alban qui fut un exemple sur bien des points. Les patients et les soignants s'y réunissent sur un pied d'égalité, sans hiérarchie ni statut. Le patient y développe ses capacités d'agir, de s'organiser, se responsabiliser et prendre des initiatives dans le cadre collectif. En France, en 2021, une trentaine de ces clubs fonctionnent, ils sont fédérés au sein du Truc (Terrain de rassemblement pour l'utilité des clubs).

### L'ergothérapie
« Par ergothérapie, au sens large, nous entendons, non seulement le travail proprement dit, à but thérapeutique, mais aussi toutes les activités tendant à réadapter le malade à notre réalité et à utiliser et développer ce qui reste en elle de normal et de vivant. »

Ainsi, dès 1940, une société sportive des malades est organisée au sein de l'établissement, les patients jouent dans des pièces de théâtre et en conçoivent les décors, ils assistent à des séances de cinéma et participent à des fêtes avec le village.

### Village et asile ne font qu'un
Un autre point très important en ce qui concerne la liberté du patient est cette possibilité qu'ils avaient à aller et venir comme bon leur semblait. En effet, très vite, les murs de l'asile sont abattus et chacun peut se rendre au village dès qu'il le désire. Ceci est extrêmement rare à cette époque. L'asile embauche son personnel au village et les villageois ne sont pas contre un peu de main d'œuvre. Lors de fête organisée à l'hôpital, les villageois venaient y faire la fête avec les malades.

## L'activité artistique et intellectuelle

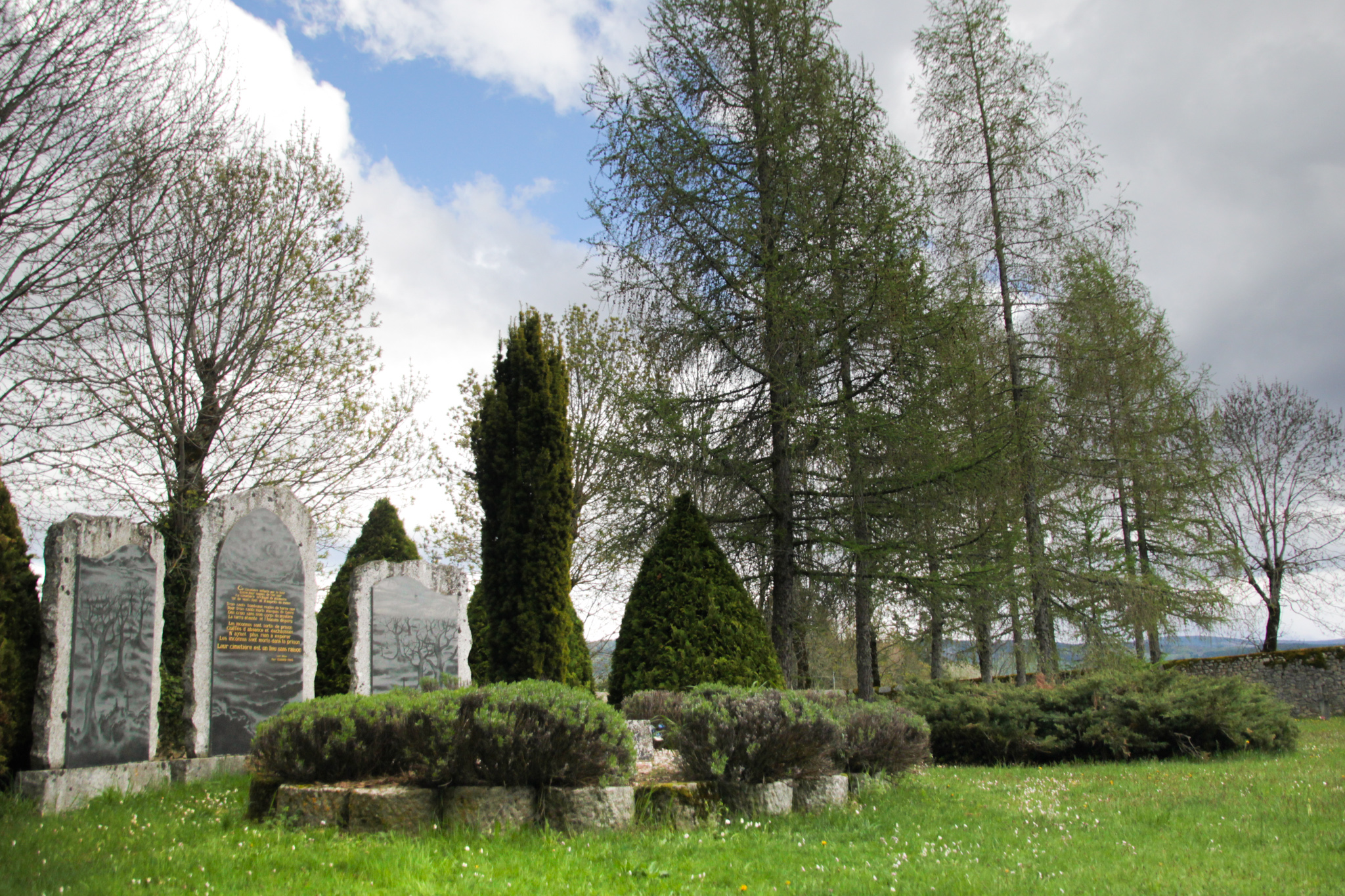
Le « cimetière des fous », qui inspira un poème à Paul Éluard.

### Saint-Alban et l’art brut
Comme dans de nombreux hôpitaux psychiatriques, à Saint-Alban, certains patients produisent des créations plastiques en obéissant à une force intérieure et non sous l'impulsion d'une tierce personne. Or, souvent, ces productions étaient jetées aux ordures. Si elles étaient conservées, c'était le plus souvent afin de l'étudier d'un point de vue psychopathologique. Or à Saint-Alban, les créations de certains patients sont conservées et ce dès 1914. Ces créations vont intéresser les plus grands : Jean Dubuffet, Paul Éluard, Raymond Queneau... C'est d'abord le poète Paul Éluard, qui entretient des liens étroits avec de nombreux artistes, qui se réfugie, avec sa femme Nusch, à l'hôpital de Saint-Alban, en novembre 1943, et y découvre les œuvres de patients, qu'il rapporte à Paris, notamment celles d'Auguste Forestier, qui fabrique des petites statues avec des bouts de ficelle, de bois ou de métal. Aujourd'hui regroupées sous le vocable d'art brut, les créations émanant du Centre Hospitalier de Saint-Alban font partie des plus grandes collections et sont reconnues à travers le monde. Auguste Forestier, Marguerite Sirvins, Aimable Jayet ou encore Clément Fraisse, ont aujourd'hui une place de choix dans les rangs de l'art brut.

### Saint-Alban et la résistance
L'hôpital abrite dès 1943 un mouvement de résistance clandestin, animé par les docteurs Tosquelles et Bonnafé. Pendant l’Occupation, les religieuses, les médecins, le personnel et les patients accueillent, cachent et soignent des maquisards blessés et des réfugiés parmi lesquels on compte Paul Éluard.
Saint-Alban est loin des grandes villes et isolé dans la campagne. Cela favorise la rencontre de nombreux clandestins fuyant les régimes nazi ou franquiste, des intellectuels, médecins et hommes de lettres. Tout ceci forme un riche brassage intellectuel. 

« Nous étions des résistants de fond et des résistants dans tous les domaines, intellectuels, militaires et psychiatriques. »

— Lucien Bonnafé